# Торрес Ривас, Эдельберто
Эдельберто Торрес Ривас (исп. Edelberto Torres Rivas, 22 октября 1930, Гватемала — 31 декабря 2018) — гватемальский социолог, политолог и общественный деятель; специалист по проблемам социально-политического развития Центральной Америки, один из теоретиков «зависимого развития». Автор фундаментальных трудов по истории и политическим наукам, в том числе выступил редактором-составителем шеститомной «Всеобщей истории Центральной Америки» (исп. Historia general de América Central. Консультант при Программе развития ООН. Один из плеяды критиков теории модернизации.

## Биография
Сын никарагуанца Эдельберто Торреса Эспинозы, профессора литературы и истории, революционного борца с диктаторским режимом Сомосы, и гватемалки Марты Ривас, учительницы. В соавторстве они написали книгу о поэте Рубене Дарио.
Эдельберто Торрес Ривас основал Демократический союз молодёжи во время президентства Хакобо Арбенса (1951—1954). После свержения последнего последствия репрессий вынудили его отправиться в изгнание в Мексику. Позже он тайно вернется в Гватемалу и присоединится к Гватемальской партии труда. В 1962 году он закончил учёбу в Университете Сан-Карлос-де-Гватемала (USAC), где защитил диссертацию на тему «Социальные классы в Гватемале».
Получив стипендию для продолжения обучения в области социальных наук в Чили и степень магистра социологии (1964), стал одним из первых выпускников недавно основанного Латиноамериканского факультета социальных наук (FLACSO). Он остался в Чили, работая в Институте экономического и социального планирования Латинской Америки и Карибского бассейна (ILPES), в самом FLACSO и в Чилийском университете.
В 1967 году его преподаватель Фернанду Энрики Кардозу пригласил его на работу в Экономическую комиссию ООН для Латинской Америки и Карибского бассейна (ЭКЛАК). Первоначально он придерживался теории зависимости, в результате чего была опубликована книга «Процессы и структуры зависимого общества: пример Центральной Америки». Несколько лет спустя, когда он вернулся в Коста-Рику в качестве главы Программы социальных наук в Центральной Америке Совета Центральноамериканских университетов (CSUCA), он подверг теорию критике.
В 1970 году он получил степень доктора социальных наук в Англии. Работал профессором и исследователем в Национальном автономном университете Мексики, а также в отделе высших исследований факультета политических и социальных наук. Поселившись в Коста-Рике, занимал должность директора Программы социальных наук в Центральной Америке и участвовал в журнале «Revista Estudios Sociales Centroamericanos», издававшемся Генеральным секретариатом Высшего совета университетов Центральной Америки (CSUCA) при поддержке Фонда Фридриха Эберта. Он является одним из инициаторов процесса институционализации исследований социальных наук в Центральной Америке, вместе с другими региональными коллегами основал Центральноамериканскую социологическую ассоциацию (ACAS).
С 1972 по 1978 год он входил в состав Руководящего комитета Латиноамериканского совета социальных наук (CLACSO). В 1979—1984 годах работал в Центральноамериканском институте государственного управления (ICAP) в Коста-Рике. В период с 1985 по 1993 год он был назначен Латиноамериканским факультетом социальных наук (FLACSO) своим Генеральным секретарем. Он руководил проектом по истории и обществу в Центральной Америке, результатом которого стали шесть томов «Всеобщей истории Центральной Америки».